# Gestão da cadeia logística
A gestão da cadeia logística, (do inglês: Supply Chain Management), também conhecida como gestão da cadeia de suprimentos no Brasil, gestão da cadeia de abastecimento em Portugal, pipeline logístico ou rede logística, consiste em todas as partes relacionadas seja direta ou indiretamente, na execução do pedido de um cliente. Ela inclui não apenas o fornecedor ou o fabricante, mas também as transportadoras, os armazéns, varejistas e os consumidores finais.
Na cadeia logística, as matérias-primas são procuradas e os bens são produzidos em uma ou mais fábricas, transportadas para armazéns como armazenamento intermédio, e depois transportadas para os retalhistas ou clientes. As estratégias utilizadas para obter uma cadeia logística eficaz consideram as interações entre os vários níveis da cadeia logística, de forma a reduzir o custo e melhorar o serviço prestado. A cadeia logística consiste nos fornecedores, centros de fabricação, armazéns e centros de distribuição, assim como matérias-primas, produtos no processo de fabricação, e produtos finais que circulam entre as fábricas.
Assim a gestão da cadeia logística consiste numa série de aproximações utilizadas para integrar eficazmente fornecedores, fabricantes e lojas, para que a mercadoria seja produzida e distribuída nas quantidades ideais, na localização certa e no tempo correcto, com o objectivo de satisfazer o nível de serviço e diminuir os custos ao longo do sistema (Simchi-Levi et al., 2003, p. 1).
A cadeia logística não é composta apenas de movimentação de produtos físicos entre empresas. Envolve, também, o fluxo de informação e capitais entre as mesmas companhias. A comunicação é um factor chave para a manutenção e gestão da cadeia logística. Os membros da cadeia logística têm de fazer tudo o que estiver ao seu alcance para melhorar as operações da cadeia, pois são essas medidas que permitem reduzir os custos e aumentar as receitas (Fredendall et al., 2001, p. 4).
Cadeia logística é o grupo de fornecedores que supre as necessidades de um comprador na criação e no desenvolvimento dos seus produtos.
As empresas e organizações, começaram a captar e a adaptar a mensagem da logística apenas nos primórdios do século XX (Carvalho et al., 2004, p. 52). Nos anos 1960, a logística tinha principalmente, uma vertente operacional, isto é, era vista como sistema de atividades integradas. Nos anos 1970, passou a ser caracterizada por ter uma área funcional e estratégica. Já nos anos 1980, a logística passa a ser vista como serviço, começam a aparecer os sistemas logísticos de informação e a logística como pipeline total, e nos anos 1990, surge a gestão da cadeia logística (Carvalho, 2002, p. 32). Finalmente, na atualidade, a função logística interage basicamente com quatro setores das empresas: marketing, finanças, controlo da produção e gestão de recursos humanos, criando assim uma rede logística (Gomes et al., 2004, p. 15). No entanto, em pleno século XXI, o conhecimento, exploração e aplicação empresarial da logística, ainda estão longe dos tempos da logística aplicada em estratégias de guerra (Carvalho et al., 2004, p. 52).

## Cadeia logísticainterna
1. A cadeia logística interna é a parte da cadeia logística que ocorre no interior de uma organização (Handfield, 2002, p.48-49).
2. Dada a organização de estruturas internacionais, multidimensionais, em muitos negócios, é habitual a cadeia logística interna ter ligações espalhadas pelo mundo podendo, por isso, estas cadeias serem complexas.
3. De modo a desenvolver e compreender a cadeia logística interna, é necessário recorrer à gestão da cadeia logística (SCM). Por vezes, os funcionários de uma dada divisão da empresa, veem as outras divisões, da mesma empresa do mesmo modo que vêem os consumidores ou os fornecedores, o que, por vezes, causa conflitos entre as várias divisões de uma empresa.
4. A utilização e desenvolvimento de mapas de processo (cartas de fluxo) ajuda a melhor compreender a cadeia logística interna das cadeias logística maiores. Este desenvolvimento é mais eficaz se forem utilizadas equipes com elementos das várias divisões.
5. De modo a facilitar o processo de mapeamento das atividades, cada membro da equipa deve receber instruções acerca da convenção de mapeamento a ser utilizada, bem como outras informações necessárias. Cada membro da equipa deve registrar cada passo da parte da cadeia logística que representa, juntamente com informações de desempenho.
6. Após todos os passos terem sido registrados pelos membros da equipa, as informações recolhidas são expostas numa reunião com todos os membros, de modo a proceder à elaboração do mapa da cadeia de fornecimento interna.
7. O comprador definitivamente passa a ter total visualização de todo o processo.

## Participantes na cadeia logística
A cadeia logística é composta por grupos básicos de participantes. É composta pelos seus clientes e fornecedores, criando assim uma cadeia logística simples. As cadeias logísticas prolongadas contêm, os fornecedores dos fornecedores, ou os fornecedores finais, no início da cadeia logística prolongada. Contém, também, os clientes dos clientes, ou os clientes finais, no final da cadeia logística prolongada assim como empresas que fornecem serviços a outras empresas da cadeia logística. Estas fornecem serviços em logística, finanças, marketing e informações tecnológicas.

Um diagrama da cadeia logística. A seta preta representa o fluxo de materiais e a seta cinzenta representa o fluxo de informação. Os elementos são (a) fornecedor final, (b) fornecedor, (c) produtor, (d) cliente, (e) cliente final.

Existem empresas na cadeia logística que desempenham funções diferentes. Umas empresas são produtores, distribuidores ou revendedores, outras empresas ou individuais, são clientes (consumidores finais de um determinado produto). Suportando essas empresas existem outras que lhes proporcionam os serviços necessários (Hugos, 2003, p. 23-24).

### Produtores
Os fabricantes de produtos são empresas que produzem matérias-primas e empresas que fabricam produtos finais. Os produtores de matérias-primas são organizações que exploram as minas para obterem os minerais, realizam as perfurações na superfície terrestre para obter petróleo ou gás ou procedem ao corte de árvores. Estas organizações são dos mais variadas áreas tais como de agricultura, criação de animais ou pesca. Estes fabricantes de produtos finais usam as matérias-primas ou subconjuntos dos outros produtores para criarem os seus próprios produtos.
Os fabricantes podem criar produtos considerados «ativos intangíveis» como a música, entretenimento, software ou projectos. Um produto, pode ser um serviço como cortar a relva, limpar um escritório, efectuar uma cirurgia ou ensinar uma dada matéria (Hugos, 2003, p. 24).

### Distribuidores
Os distribuidores são conhecidos como revendedores. Vão buscar, em grande volume, stocks aos produtores para entregar aos clientes, ou seja, vendem os produtos em quantidades superiores às que um consumidor normalmente compra. Os distribuidores «protegem» os produtores das flutuações da procura de um produto com o armazenamento de stocks. Para o cliente, o distribuidor entrega o produto onde e quando eles desejam.
O distribuidor é, particularmente, uma organização que controla stocks de produtos, que compra de produtores e depois vende a consumidores. Esta organização tem várias funções, como promoção e vendas do produto, administração de stocks, operações de armazenamento, transporte do produto, suporte ao cliente e serviço pós-venda. Um distribuidor pode ainda ser uma organização intermediária entre o fabricante e o cliente, desempenhando, principalmente, as funções de promoção e venda do produto, sem nunca tomar posse dele. Em ambos os casos, enquanto que as exigências dos clientes evoluem e a escala de produtos disponíveis muda, o distribuidor é o agente que, continuamente segue as necessidades do cliente e as combina com os produtos disponíveis (Hugos, 2003, p. 24-25).

### Varejistas
Os Varejistas são uma organização que controla de perto as preferências e a procura dos clientes. Eles armazenam os estoques e vendem em quantidades pequenas ao público geral.
Utilizam uma combinação de preços, seleção do produto, serviço e conveniência, para atrair os clientes. Existem lojas que oferecem uma linha única de produtos e altos níveis de serviço e existem outras, como restaurantes de fast-food que utilizam a conveniência e preços baixos como principal atração (Hugos, 2003, p. 25).

### Clientes
Clientes ou consumidores são organizações que compram ou usam um produto. Um consumidor pode comprar um produto com o objectivo de incorporar noutro, vendendo posteriormente a outro cliente. Por outro lado, o cliente pode ser o utilizador/consumidor final do produto (Hugos, 2003, p. 25).

### Fornecedores de serviços
Os fornecedores de serviços são organizações que fornecem serviços aos produtores, distribuidores, retalhistas e clientes. Desenvolvendo uma perícia especial que se centra numa actividade particular da cadeia logística, por essa razão desempenham os serviços mais eficientemente e a um preço melhor que os produtores, distribuidores, retalhistas ou consumidores poderiam fazer por si próprios.
Os fornecedores de serviços proporcionam diferentes tipos de prestações como:
- Serviço de transporte e armazenagem;
- Empréstimos e análise de crédito;
- Pesquisa de mercado e consultoria;
- Projectos do produto, serviços de engenharia, serviços legais e conselhos de gestão;
- Informações tecnológicas e recolha de dados.

Todos estes fornecedores estão integrados nas operações dos produtores, distribuidores, retalhistas e consumidores da cadeia logística.
Ao longo do tempo, as necessidades da cadeia logística permanece, no conjunto, razoavelmente estável. O que muda é a mistura dos participantes na cadeia logística, assim como os seus papéis. Em algumas cadeias logísticas existem poucos fornecedores de serviços porque os outros participantes desempenham estes serviços. Noutras cadeias logísticas, os fornecedores de serviços especializados evoluíram, e, por isso, os outros participantes recorrem à sua prestação em vez de realizarem a tarefa por si próprios (Hugos, 2003, p. 26).

## Integração na cadeia logística

### Problemas da cadeia logística fragmentada (efeito chicote)
Se cada organização apenas olhar para as suas operações, corre riscos desnecessários, podendo interromper o fluxo de materiais e aumentar os custos. Uma integração externa à organização remove esse risco e melhora, no conjunto, a cadeia. Esta integração, proposta por Christopher (Cit. por WATERS, Donald – Logistics: an introduction to supply chain management, p. 41), consiste na relação entre os parceiros da cadeia logística, pois estes determinam as melhores oportunidades de redução dos custos e/ou realce do valor.
Têm-se assim três níveis de integração. O primeiro nível tem a logística como actividades separadas dentro de uma organização. O segundo consiste em juntar as actividades como uma única função, através da integração interna. A terceira consta na integração externa, onde as organizações olham além das suas operações e integram mais a cadeia logística.
As organizações com a mesma cadeia logística devem cooperar entre si, com o objectivo de satisfazer o cliente final. Estas não devem competir entre si, mas sim, com as outras organizações que têm uma cadeia logística diferente (Waters, 2003, p. 41).
Forrester (Cit. por WATERS, Donald – Logistics: an introduction to supply chain management, p. 41) descreve um efeito de uma cadeia logística fragmentada. Um retalhista comunica que a procura de um produto aumenta cinco unidades a cada semana. Quando chegar o tempo da próxima encomenda, o retalhista assume que a procura está a aumentar, então pede dez unidades extra para garantir que é suficiente. O revendedor local vê a procura aumentar em dez unidades, então encomenda quinze unidades extra para acompanhar este aumento. O revendedor regional vê a procura aumentar em quinze unidades, então encomenda vinte unidades extra. Com este movimento a viajar na cadeia logística, uma pequena modificação na procura final é amplificada numa maior variação para o primeiro fornecedor.
Esta fragmentação é chamada também pelos economistas de efeito chicote, porque até mesmo pequenos aumentos na demanda podem causar grande aumento na necessidade de peças e materiais mais abaixo na cadeia de suprimentos. Atualmente o efeito chicote tem amplas implicações, o efeito atinge a todos, ou seja, desde os varejistas até as empresas de suprimentos (fornecedores). O efeito chicote na cadeia de suprimentos resulta em excesso de estoque, custos de aquisição extrapolados, custos de transportes e, problemas na qualidade, sendo esta a maior vítima de pedidos urgentes. Muitas vezes distribuidores e revendedores desenvolvem os produtos fabricados para atender os sinais de demanda alterada, sobrecarregando ainda mais a cadeia de suprimentos.

### Compartilhando informações
Uma promissora fonte de desempenho no comércio eletrônico de B2B é a colaboração na cadeia de suprimentos. Muitos problemas na cadeia de suprimentos foram resolvidos por meio do compartilhamento da informação, frequentemente chamado de cadeia de suprimentos colaborativa. No entanto, para a colaboração obter sucesso, os parceiros de negócios devem confiar uns nos outros e em seus sistemas de informação. O EDI (eletronic data inter-change) é um software utilizado para a troca eletrônica de dados entre as empresas, sendo este um padrão de comunicação eficiente que permite a transferência de documentos rotineiros, como ordens de compra entre parceiros. A cadeia de suprimentos colaborativa pode ter vários formatos descritos a seguir:
- CPFR, conhecido como planejamento, previsão e reabastecimento colaborativos. O CPFR Consiste num conjunto de processos empresariais orientados por dados destinados a aumentar a capacidade de previsão e coordenação com os parceiros da cadeia logística.
- A Associação Voluntary Interindustry Commerce Solutions (VICS), descreve a  estrutura de atividades de CPFR e as diretrizes para sua implementação.

O CPFR é composto pelas seguintes atividades colaborativas:
- Estratégia e planejamento: define regras para o relacionamento dos colaboradores.
- Gestão de Oferta e procura: prevê a demanda dos consumidores e os requisitos de encomenda e distribuição ao longo do planejamento.
- Execução: desenvolve atividades de encomenda, transporte e entrega, recebimento, controle de transações de vendas e pagamentos.
- Análise: acompanha os resultados do planejamento e execução, avalia os resultados, compartilha conhecimento com parceiros e ajusta os planos para melhorar os resultados.

### Benefícios da integração logística
Water apresenta um caso de estudo para exemplificar os benefícios da integração (Waters, 2003, p. 42-43):
A empresa Confederated Bottlers entrega frascos, desde a sua fábrica central em Elizabethville até à cervejaria em Johnston, a uma distância de 185 quilómetros. A cervejaria enche os frascos e leva-os para um centro de distribuição, a uma distância de 32 quilómetros. Ambas as empresas utilizavam os seus próprios caminhões para entregar os produtos, retornando vazios. Estes criaram uma companhia de transporte comum que usa os mesmos camiões em ambas as descargas. Sem surpresas, o custo do transporte diminuiu para metade.
Qualquer incerteza na cadeia logística, como uma variação amplificada da procura, encoraja as organizações em manter altos níveis de stocks, mantendo uma margem de segurança. Estes stocks aumentam os custos e atrasam a reação às condições de mudança (quando os clientes procuram novos produtos, todos os stocks de produtos antigos na cadeia logística são vendidos antes que apareça um novo produto).
Benefícios da integração:
- Cooperação genuína entre todas as partes da cadeia logística, com informação partilhada e recursos;
- Custos diminuídos, devido às operações balanceadas, stocks pequenos, menos expedição, economia de escala, eliminação das actividades que desperdiçam tempo ou não criam valor ao produto;
- Melhoria no desempenho devido a previsões mais exactas, melhor planeamento, maior produtividade de recursos e prioridades racionais;
- Melhoria no fluxo de produtos, com movimentos mais rápidos e de confiança;
- Aperfeiçoamento no serviço ao cliente, com lead times encurtados, entrega mais rápida e maior personalização.
- Maior flexibilidade, com o aumento da rapidez de reacção às condições de mudança.
- Procedimentos estandardizados, tornando-se rotina e bem praticado, com menos duplicação do esforço, informação e planeamento.
- Qualidade de confiança e menos inspecções, com programas de gestão da qualidade integradas.

## Operações da cadeia logística
Existem cinco áreas no desempenho da cadeia logística (produção, stocks, localização, transporte e informação). Estas áreas podem ser vistas como parâmetros de projecto ou políticas de decisão, definindo a capacidade, a forma e operações de qualquer cadeia logística. Uma maneira para entender como estas operações estão relacionadas é através do supply chain operations research, ou modelo SCOR, desenvolvido pelo Supply-Chain Council. Este modelo identifica quatro categorias de operações (Hugos, 2003, p. 43-44):

Esquema de um sistema de informação.

- Planejamento;
- Fornecimento nível 1;
- Fornecimento nível 2;
- Compras;
- Gestão de materiais;
- Fabricação/Produção;
- Distribuição física;
- Marketing de Vendas;
- Cliente/Consumo.

### Planejamento
O planejamento refere-se a todas as operações indispensáveis para planejar e organizar as operações das outras três categorias. Nesta categoria existem três operações particulares (Hugos, 2003, p. 44):
- Previsão da procura;
- Preço do produto;
- Gestão de stocks.

### Aprovisionamento
O aprovisionamento ou abastecimento é uma categoria que inclui as actividades necessárias para adquirir inputs de forma a criar produtos ou serviços. Existem duas operações neste ponto (Hugos, 2003, p. 44):
- Aquisição de materiais e serviços;
- Créditos e empréstimos.

### Fabrica
Esta categoria inclui as operações de desenvolver e construir os produtos ou serviços. As operações presentes são (Hugos, 2003, p. 45):
- Projecto do produto;
- Gestão da produção;
- Gestão das infra-estruturas .

### Entrega
A entrega envolve a actividade de encomenda dos consumidores e a entrega dos produtos aos clientes. As duas operações principais são (Hugos, 2003, p. 46):
- Ordem de encomenda;
- Entrega do produto.

#### Pipeline logístico
É uma analogia entre o pipeline físico (conduta de escoamento) e o fluxo de mercadorias que ocorre desde as matérias-primas até ao produto final. Define-se como um encadeado de operações realizadas pelas empresas com o objectivo de materializar as cadeias de abastecimento (Dias, 2005, p. 104).

### Processos
Abaixo um exemplo de cadeia logística, quanto aos gastos e despesas da empresa:
| Marketing                           |
| Planeamento/Controle/Produção (PCP) |
| Fornecedores                        |
| Carga/Armazenagem                   |
| Produção                            |
| Stock                               |
| Serviço ao Cliente                  |
| Marketing (retorno)                 |

Todos o processos envolvem clientes, distribuição, produção e fornecedores.
Sendo:
- Marketing é essencialmente a arte de enviar uma mensagem a potenciais clientes e também ao mesmo tempo para os actuais clientes, de modo a cativar a compra do produto em questão. Envolvendo: faixa etária, poder aquisitivo, classe social, localização, concorrente; além da função de propaganda e sistemas promocionais. As empresas reconhecem a importância do marketing e direcionam uma boa parte de seus recursos humanos e financeiros a essa atividade.
- PPCP (Planeamento, Programação e Controle da Produção): também conhecida como a Logística de produção, é um segmento da indústria automatizada, que trata da gestão e controlo de mão de obra, material e informação no processo productivo (Flexlink, 2008). Devido à grande complexidade que as grandes plataformas industriais apresentam, dada à enorme quantidade de materiais, operários e maquinas, a gestão destes recursos é feita maioritariamente através de processos informáticos.  São estes processos logísticos contínuos de controlo da produção e também das encomendas, que se dá o nome de PPCP. «Uma logística de produção eficiente resulta em tempo e dinheiro ganho na produção» (Allen, 2001, p. 215). Esta área é, assim, essencial para o sucesso das empresas na economia de um mercado global existente, uma vez que se preocupa com o aperfeiçoamento de tarefas fabris, quer pela adição de processos mais eficazes, quer pela eliminação de outros desnecessários.
- Fornecedores: fornecedores da matéria-prima, devem ser tratadas como parceiros, devendo até serem convidados a verem a produção; participar da produção, do dia a dia da empresa;  já que ambos os conhecimentos podem atuar juntos, surgindo assim uma estrutura de competência altíssima.
- Stock/Armazenagem: a realização de auditorias é importante para o controle dos materiais que entram na empresa, verificando se os mesmos não estão em excesso.

Para melhor explorarmos a cadeia logística, entramos na logística empresarial que é o estudo da cadeia logística. Temos então, as Atividades Primárias e as Secundárias.
- Atividades Primárias
  - Transportes
  - Manutenção de estoques
  - Processamento de pedido
- Atividades Secundárias
  - Armazenagem
  - Manuseio de materiais
  - Embalagem de materiais
  - Obtenção (seleção de fontes, quantidades de compra)
  - Programação do produto (distribuição - fluxo de saída - oriente programação PCP)
  - Manutenção de informação (base de dados gerada pela cadeia - fonte de dados para futuros planejamentos.

## Decisões estratégicas
Algumas decisões são bastante importantes, pois podem trazer consequências para uma organização. Umas decisões podem ter consequências durante vários anos. Outras decisões, menos importantes, têm consequências sentidas por dias ou horas. As decisões estão classificadas como (Waters, 2003, p. 60):
- As decisões estratégicas são as mais importantes e decidem a direcção da organização. Elas têm efeitos a longo termo, envolvem muitos recursos e são as mais arriscadas.
- As decisões tácticas estão relacionadas com a implementação das estratégias sobre o médio termo, olham a um maior detalhe, envolve menos recursos e apenas apresentam algum risco.
- As decisões operacionais são decisões mais detalhadas e dizem respeito a estratégias com curto termo, envolvem menos recursos que as decisões tácticas e correm um risco pequeno.

### Estratégia logística vs. logística estratégica
A estratégia logística de uma organização consiste em todas as decisões, políticas, planos e cultura estratégica relativamente à gestão das suas cadeias logísticas (Waters, 2003, p. 62). Assim, quando uma empresa pretende atingir um dos objectivos estratégicos propostos, como por exemplo, reduzir os custos globais, utiliza a logística enquanto ferramenta estratégica (estratégia logística). Por outro lado, quando a logística não constitui qualquer ferramenta para a concretização dos objectivos da empresa, mas é utilizada como motor da própria estratégia, estamos perante aquilo que se designa logística estratégica (Dias, 2005, p. 253).

### Auditoria logística
É através da auditoria e controlo logístico que as empresas conseguem determinar se existem gaps entre a performance logística e os resultados esperados (Carvalho et al., 2001, p. 15).
Este sistema tem como principais inputs de informação:
- Resultados dos indicadores de performance logística;
- Mapeamento de actividades (análise ABC);
- Resultados da gestão logística;
- Mapeamento dos conceitos que se pretendem medir e monitorar.

A partir da análise integrada dos vários inputs referidos, são produzidos outputs, sendo responsabilidade dos gestores logísticos desenvolver planos e acções de melhoria, sempre que for necessário (Carvalho et al., 2001, p. 42).

### Estratégia global
É facilmente perceptível quando algo que se relaciona com a logística não está a funcionar da melhor maneira, pois verificam-se frequentes rupturas de stocks, ordens de encomenda desencontradas, baixas performances, disponibilizações erradas de produtos ou serviços e colocações fora de tempo, em locais incorrectos ou em quantidades desadequadas. No entanto, quando se verifica o seu bom funcionamento, nomeadamente, em termos de mercado nacional, de entre todas as causas divulgadas para o seu sucesso, não é referida a logística (Carvalho, 2002, p. 29).
Podemos afirmar que, a estratégia não é mais do que o conjunto de decisões e acções tomadas por uma empresa a fim de proporcionar aos seus clientes mais valor em detrimento do valor oferecido pela concorrência (Dias, 2005, p. 248). A estratégia empresarial, é a forma que as empresas têm de pensarem o seu futuro e definir objectivos. Está directamente relacionada pelo meio que envolve a empresa, nomeadamente no que diz respeito às áreas económica e sociopolítica, sendo sucessivamente influenciada pelas mesmas (Carvalho et al., 2004, p. 12).
Sendo a logística, cada vez mais um factor importante no bom desempenho de uma empresa, esta apresenta-se acima de tudo como uma questão estratégica (Dias, 2005, p. 253).

### Supply chain drivers
Um supply chain driver é uma área através da qual as organizações podem melhorar a sua prestação na cadeia de abastecimento. Os drivers são áreas de desempenho sobre os quais se deve actuar.
Os drivers são áreas de desempenho sobre os quais se deve actuar (Costantino et al., 2007, p. 44-48).
Costantino et al., 2007, p. 44-48)aponta quatro drivers principais: infrastruturas, transportes, stocks e informação.
- Infraestruturas definem os locais da cadeia de abastecimento onde o produto é armazenado, montado ou produzido. Sobre este driver devem ser tomadas decisões em termos de capacidade das instalações, layout, centralização ou descentralização e gestão da produção.
- Transportes incluem as actividades de transferência e movimentação dos stocks de todos os locais de cadeia de abastecimento. Decisões sobre os meios de transporte, percursos e outsourcing devem ser tomadas em função da satisfação do cliente, mantendo um equilíbrio entre a rapidez e os custos.
- Stocks é o nível de serviço aos clientes, no âmbito do qual a organização toma decisões sobre o nível de stocks, stocks de segurança e datas de aprovisionamento. Uma mudança na política de stocks influencia bastante a eficiência da cadeia de abastecimento.
- Informação envolve os dados e a análise das infraestruturas, transportes, stocks e também dos intervenientes ao longo de toda a cadeia de abastecimento. É um driver fundamental, uma vez que influencia directamente as decisões relativas aos outros três e é responsável pelos níveis de desempenho global. Engloba tecnologias de informação como EDI, ERP, gestão de custos, transferência de dados fiáveis, precisos e actuais e sensibilidade aos mecanismos de push e pull.

Todavia Chopra e Meindl (Cit. por HUGOS, Michael – Essentials of supply chain management, p. 10) definem os drivers em cinco áreas:
1. Produção;
2. Stock;
3. Localização;
4. Transporte;
5. Informação.

#### Produção

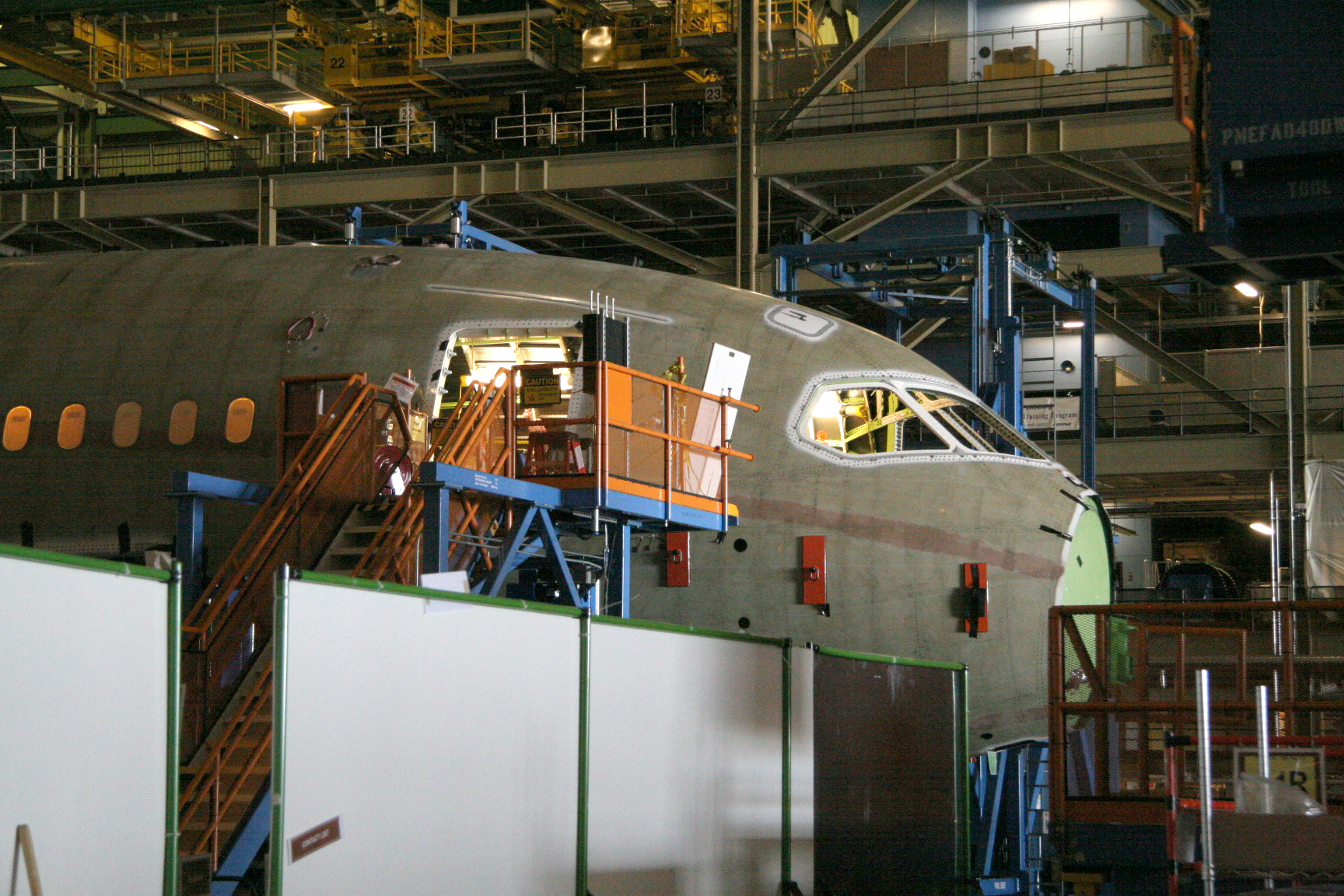
Fabrico de um Boeing 787 Dreamliner.

A produção é a fabricação e o armazenamento de produtos de uma cadeia logística. As fábricas e os armazéns são as instalações que dão origem à produção. A decisão que os administradores têm de efectuar é como resolver o trade-off entre a capacidade de resposta e eficiência. Se as fábricas e os armazéns forem construídos com excesso de capacidade de armazenamento, podem ser muito flexíveis e possuir uma resposta rápida às variações da procura do produto. As instalações onde a lotação está no limite, ou está prestes a atingir, não são capazes de responder facilmente às flutuações da procura. Por outro lado, é necessário investir para criar capacidade de armazenamento. No entanto, o excesso de capacidade pressupõe que, como não se está a utilizar a totalidade da capacidade disponível não se gera rendimento . Quanto mais excesso de capacidade existir, menor será a eficiência da operação (Hugos, 2003, p. 10-11).
As fábricas podem ser construídas para acomodar uma de duas aproximações para a produção:
1. Foco no produto – Uma fábrica que se foca no produto efectua várias operações necessárias para a sua produção, que envolvem a fabricação de diferentes partes do produto e posteriormente a montagem das mesmas.
2. Foco na funcionalidade – Este tipo de abordagem consiste em fazer apenas algumas partes do produto ou apenas a sua montagem. Esta funcionalidade pode ser aplicada no fabrico de diferentes tipos de produtos.

A empresa tem de decidir qual é a aproximação, ou a mistura das duas aproximações, que dá a capacidade que necessita, para responder de melhor forma às exigências dos clientes.
Como nas fábricas, os armazéns também podem ser construídos para acomodar diferentes aproximações. Existem três aproximações principais que se utiliza na armazenagem:
1. Stock keeping unit – Nesta aproximação tradicional, um certo tipo de produto é todo armazenado junto. Este é um método eficiente e fácil para compreender a armazenagem da mercadoria.
2. Job lot storage – Nesta aproximação, todas as mercadorias que estão relacionadas com as necessidades de um cliente, ou que servem para um determinado trabalho, estão armazenadas juntas. Isto permite uma operação de picking and packing mais eficiente mas, geralmente precisa de um maior espaço de armazenamento do que a tradicional aproximação SKU.
3. Crossdocking – Nesta aproximação, o produto não é realmente armazenado nas instalações. Em vez disso, as instalações são utilizadas para um método, onde os camiões dos fornecedores chegam e carregam uma grande quantidade de produtos diferentes. Estes grandes lotes são subdivididos em lotes de dimensões menores. Por sua vez, os lotes menores são recombinados de acordo com as necessidades do dia, e novamente carregados em camiões para que estes levem ao seu destino final.

Ver também: Gestão do armazém

#### Estoques
O stock está espalhado ao longo da cadeia logística e inclui tudo, desde as matérias-primas até aos produtos finais, o que está na posse dos fabricantes, distribuidores e retalhistas. Novamente, os administradores têm de decidir qual é a sua posição no trade-off, entre a capacidade de resposta e eficiência. Uma empresa pode dar uma resposta rápida às variações da procura, se tiver na sua posse um stock enorme. No entanto, a criação e armazenagem de stocks têm um custo e, para atingir níveis de eficiência elevados, o custo de armazenagem tem de ser o menor possível. Existem três decisões básicas, que são essenciais no fabrico e armazenamento de produtos (Hugos, 2003, p. 12-13):
1. Ciclo de stock – É a quantidade de stock necessária para satisfazer a procura do produto, no período de compras do mesmo. As firmas produzem  e compram em grandes lotes, para beneficiarem das vantagens que as economias de escala oferecem. No entanto, a compra de grandes quantidades de mercadorias implica aumento dos custos de carregamento. Os custos de carregamento consistem nos custos de armazenamento, manuseamento e manutenção de stocks . Os administradores enfrentam o trade-off entre o custo reduzido pela compra de grandes quantidades de mercadorias e o aumento do custo de carregamento do ciclo de stock.
2. Stock de segurança – É o stock que é guardado como um «amortecedor» contra a incerteza, ou seja, é um stock adicional, usado quando a procura da mercadoria é superior àquela que estava prevista.  Se a previsão da procura pudesse ser feita com perfeita exactidão, então o único stock que era preciso era o ciclo de stock . O trade-off é o peso entre os custos de armazenar o stock extra contra os custos de vendas perdidas devido a um stock insuficiente.
3. Stock Sazonal – Este stock existe para prever o aumento da procura que ocorre em determinados períodos do ano. Por exemplo, é previsível que a procura de anticongelante vai aumentar no Inverno. Se uma companhia, que produz anticongelante, tem uma taxa de produção que, para mudar, tem custos elevados, então vai tentar fabricar o produto a uma taxa constante ao longo do ano. Esta empresa vai constituir um stock durante os períodos de baixa procura, compensando os períodos de alta procura, que excede a taxa de produção. A alternativa para construir um stock sazonal é investir em equipamentos de produção flexíveis, que podem rapidamente, mudar a sua taxa de produção de produtos diferentes, para responder ao aumento da procura. Neste caso, o trade-off é entre o custo de armazenar stock sazonal e o custo de ter capacidade flexível de produção

#### Localização
Localização é o local geográfico onde estão situadas as instalações da cadeia logística, e inclui as decisões relativas às actividades que deverão ser executadas em cada fábrica. O trade-off entre a capacidade de resposta e a eficiência é, a decisão entre centralizar as actividades em localizações menores para ganhar economia de escala e eficiência, ou descentralizar as actividades em várias localizações próximas dos clientes e fornecedores, de forma a existir uma maior resposta às operações.
Quando é necessário tomar decisões, os administradores precisam de considerar vários factores:
- Custo das instalações;
- Custo do trabalho;
- Qualificação dos trabalhadores;
- Condições das infra-estruturas;
- Taxas e tarifas;
- Proximidades entre clientes e fornecedores.

As decisões tomadas relativamente à localização de instalações, têm que ser decisões estratégicas, muito bem estudadas, pois envolvem grandes quantidades de capitais a longo tempo.
Estas decisões têm forte impacto no custo e desempenho da cadeia logística. Quando o tamanho, número e localização das instalações é determinado, define-se o número de possíveis caminhos, em que os produtos podem circular até chegar às mãos dos clientes.
As decisões de localização reflectem a estratégia básica da empresa para construir e entregar os produtos no mercado (Hugos, 2003, p. 13-14).
Ver também: Localização do armazém

#### Transporte
O transporte refere-se ao movimento, das matérias-primas até ao produto final, entre as diferentes instalações da cadeia logística. No transporte, o trade-off entre a capacidade de resposta e eficiência, é a escolha do modo de transporte. Os transportes mais rápidos, como aviões, têm um grande poder de resposta, mas são mais caros, ao contrário dos meios de transporte mais lentos, como barcos ou comboios, que têm um custo mais baixo e uma menor capacidade de resposta.
Como os custos de transporte podem ser um terço dos custos de operação da cadeia logística, as decisões aqui efectuadas são fundamentais.
Existem seis transportes básicos que uma companhia pode optar:
1. Marítimo – Este tipo de transporte é o mais lento de todos os outros, no entanto é aquele que tem um custo menor. Está limitado ao uso entre localizações que possuam vias navegáveis e instalações como portos ou canais.
2. Ferroviário – Este tipo de transporte tem um custo baixo, mas também é lento. Este modelo está restrito a localizações que possuam linhas ferroviárias.
3. Pipelines – Este tipo de transporte é bastante eficiente, no entanto, está limitado a compostos líquidos ou gases.
4. Rodoviários – Os caminhões são relativamente rápidos e flexíveis. Este tipo de transporte pode chegar a quase todo lado. O custo implicado é propenso a variações, devido à flutuação do custo do petróleo e às condições das estradas.
5. Aéreo – Os aviões são um transporte muito rápido e têm uma boa capacidade de reposta. É, também, o modo mais caro e está restrito à disponibilidade de instalações aéreo portuárias.
6. O transporte electrônico é o modo de transporte mais rápido, bastante flexível e tem um custo eficiente. No entanto, só pode ser utilizado para a movimentação de certos produtos como energia eléctrica e produtos compostos por dados (música, fotografias e texto).

Dado estes tipos de transporte e a localização das instalações da cadeia logística, os administradores criam rotas e redes para a movimentação dos produtos. A rota é o caminho através do qual os produtos se movem. As redes são compostas por um conjunto desses caminhos. Como uma regra geral, quanto maior for o valor do produto, mais atenção tem que se ter com a escolha da rede de transporte, decidindo por uma opção mais rápida e segura. Quanto menor for o valor do produto, mais eficiente deve de ser o modo de transporte (Hugos, 2003, p. 14-15).
Ver também: cadeia de fornecimento interna, movimentação de material, gestão de transporte, rede de transporte

#### Informação
As decisões que são efectuadas nas quatro áreas anteriores têm como base a informação. A informação é a ligação entre todas as actividades e operações da cadeia logística. Cada empresa deve efectuar boas decisões nas suas próprias operações até atingir uma ligação forte. Desta forma, tenderá a maximizar a rentabilidade da cadeia logística.
A informação é utilizada com dois propósitos em algumas cadeias logísticas:
1. Coordenar as actividades diárias relacionadas com o funcionamento das quatro áreas: produção, stock, localização e transporte. As empresas na cadeia logística usam os dados disponíveis da oferta e procura para decidir a programação da produção semanal, níveis de stock, rotas de transporte e instalações de armazenagem.
2. As empresas recorrem à previsão e planeamento para antecipar a futura procura. A informação disponível é utilizada para efectuar previsões tácticas, de forma a ajustar os calendários mensais e trimestrais. A informação também é utilizada para previsões estratégicas, guiando as decisões sobre a necessidade de se construir novas fábricas, entrada num novo mercado ou saída de um mercado.

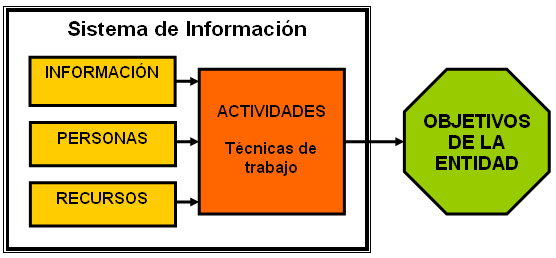
Esquema de um sistema de informação.

Dentro de uma empresa, o trade-off entre capacidade de resposta e eficiência envolve os benefícios que uma informação fidedigna pode fornecer, contra os custos da aquisição dessa informação. As informações exactas permitem decisões eficientes na operação e melhores provisões, mas o custo da construção e instalação dos sistemas de entrega desta informação podem ser elevados. A quantidade de informação deve ser compartilhada com as outras empresas, e a informação deve ser mantida em segredo. As empresas tornam-se mais eficazes quando partilham informação sobre o fornecimento do produto, procura dos clientes, previsões de mercado e programações da produção. É do interesse das empresas controlar esta cooperação, pois cabe a cada uma decidir o tipo de informação a partilhar, de forma a não revelar dados que sejam passivos de ser utilizados contra si. O custo potencial, associado a um aumento da competitividade, pode enfraquecer a rentabilidade de uma empresa (Hugos, 2003, p. 15-18).
Ver também: sistema de informação logística

#### Competitividade
Sendo a gestão das organizações a operar os sistemas logísticos, que por sua vez, resultam da estratégia definida, a competitividade é a variável mais importante em termos de desenvolvimento das empresas (Dias, 2005, p. 261).
A logistica é o transporte de materiais custos, preços e investimentos: as novas empresas, os fornecedores, os clientes, os produtos substitutos e finalmente, a rivalidade entre as empresas concorrentes (Michael Porter, 1989, cit. por Dias, João Carlos Quaresma - Logística global e macrologística, p. 275).
Existem também três estratégias competitivas genéricas através das quais uma empresa pode obter vantagem competitiva: a liderança de custos, apenas pelos custos, ou ambas. O pior erro que se pode cometer, é tentar utilizar todas as estratégias em simultâneo, o que mostrará que a empresa não é capaz de cumprir nenhuma delas (Michael Porter, 1989, cit. por Dias, João Carlos Quaresma - Logística global e macrologística, p. 275).

## Atividades logísticas na empresa
Grande parte do total das atividades existentes nas empresas, são actividades logisticas. Assim, no que diz respeito à gestão das infra-estruturas das empresas, esta consiste essencialmente em: gestão de depósitos, de armazéns ou de centros de distribuição; no planeamento de depósitos, de armazéns ou de centros de distribuição; na localização de todo o tipo de instalações,etc.  No que diz respeito à constituição e gestão de stocks da empresa, as actividades logísticas resumem-se: à gestão de stocks, (matérias primas, produtos em via de fabrico, produtos finais), ao controlo dos inventários, à compra, e aos serviços de apoio administrativo. A  gestão e processamento de ordens de encomenda, previsão da procura e controlo logístico, são alguns exemplos de atividades logísticas presentes relativas à comunicação e informação. As actividades logísticas presentes na movimentação de materiais e produtos, são a movimentação e reaproveitamento de desperdícios, a gestão da movimentação de materiais e produtos, a embalagem e picking. Finalmente, mas não menos importantes são todas as atividades que se relacionam com o transporte, como por exemplo a circulação externa e interna no transporte primário e de matérias primas, e no transporte secundário, a circulação internacional, o modo de transporte e a escolha da frota (Carvalho, 2002, p. 41). Isto é, o canal logístico da empresa é então constituído pelos produtores e fornecedores de matéria-prima, pelas empresas de transporte que realizam a movimentação física dos produtos e pelas empresas de embalagem ou de outros tipos de produtos para a obtenção do produto final. Já o canal de distribuição da empresa engloba não só as empresas de transporte como também os operadores logísticos responsáveis pelo transporte, armazenagem e também a comercialização dos produtos (Gomes et al., 2004, p. 336).

## Atividades Logísticas numa Instituição Pública
Uma das formas de conceituar administração é como sendo o processo de planejar, coordenar, dirigir e controlar o uso de Recurso para alcançar os objetivos organizacionais. Uma organização pública também realiza esse processo. KOAHMA, 2006, p.09, expressa que "No setor estatal, administrar é gerir recursos públicos. Ou seja, significa não só prestar o serviço ou executá-lo, como também dirigir, governar e exercer a vontade com objetivo de alcançar um resultado útil para a sociedade". Como resultado da administração dessas atividades gera-se o movimento de bens e serviços ao público alvo da organização, havendo como decorrência a geração das chamadas utilidades de tempo e/ou de lugar, que por sua vez são fatores fundamentais para aplicação das funções logística na organização, seja ela pública ou privada.
Para BALLOU, 1993, p.23,a logística empresarial associa estudo e administração de fluxos de bens e serviços e das informações associadas que os põe em movimento. O objetivo é vencer o tempo e a distância na entrega de bem e/ou serviço de forma eficiente, eficaz e efetiva.
Na organização pública, a missão do gestor é estabelecer o nível de atividades logísticas necessário para atender o público alvo da organização no tempo certo, no lugar certo e nas condições e formas desejadas, de forma economicamente eficaz, eficiente e efetiva no uso dos recursos públicos.
É imperioso estabelecer uma relação entre os princípios logísticos como os instrumentos legais/normativos vigentes, julgados preponderantes, para as atividades funcionais do gestor público e para os processos administrativos de uma organização pública.
Conforme Carlos J. 2010, a visão holística e o enfoque sistêmico da logística, além dos dispositivos normativos/legais para a administração pública, julgados básicos, relaciona a ideia neles contidas com a ótica holística e sistêmica da logística. Os conceitos de logística procura caracterizar a integração das atividades de administração de materiais (logística de suprimentos) com as da logística organizacional (processo produtivo organizacional), com a logística de saída (distribuição de material e/ou prestação de serviços) e com o retorno/descarte do material (logística reversa) e suas relações com os princípios logísticos. As funções logísticas são aplicadas às atividades organizacionais e suas respectivas caracterizações nos dispositivos legais/normativos vigentes. Em conclusão, pode-se perceber que a administração pública está regulada por normas legais dotadas de conceitos e técnicas logísticas, em consequência, cabe ao gestor público estabelecer relação entre esses dispositivos e as técnicas logísticas, visando um entendimento e aplicação adequada nas atribuições inerentes ao cargo desempenhado e nas atividades administrativas de sua instituição.

## Responsabilidade social na cadeia de suprimentos
Incidentes como o desabamento de um prédio em Savar, Bangladesh, em 2013 com mais de 1.000 vítimas têm intensificado discussões sobre a responsabilidade social corporativa nas cadeias de suprimentos globais. Wieland e Handfield (2013) sugerem que as empresas devam auditar seus produtos e fornecedores, indo além dos relacionamentos diretos com seus fornecedores de primeiro nível. Eles consideram também que a visibilidade precisa ser melhorada caso o processo de suprimento não possa ser controlado diretamente, assim como o papel essencial que as novas tecnologias inteligentes desempenham na melhoria da visibilidade. Por fim, destacam que a colaboração com parceiros locais, da indústria e de universidades, é crucial para o sucesso na gestão da responsabilidade social na cadeia de suprimentos.

## Serviços e valor agregado
Os processos logísticos nas empresas  são processos de agregação de valor, isto é, transformam matérias primas em produtos, bens ou serviços aos seus clientes. É através da logística, nomeadamente do serviço logístico, que o valor chega aos clientes ou consumidores, e que também, por sua vez, a empresa obtém informações relativamente às suas necessidades e desejos (Dias, 2005, p. 261). Ou seja, a logística surge neste contexto como elemento de interface entre clientes e fornecedores e como elemento integrador externo de actividades (Carvalho et al., 2004, p. 29).
A logística empresarial, privilegia o contacto com o mercado, concebendo assim as características dos produtos ou serviços, sendo que o seu objectivo principal é ir de encontro aos requisitos apresentados pelos clientes. A logística, estando em contacto com o mercado, permite à empresa reunir o conjuntos de informações necessárias de modo a estar preparada numa eventual situação de "mutação" do mercado, isto é, permite à empresa uma adequação contínua e gradual (Carvalho et al., 2004, p. 55-56).

## Implementação de um departamento logístico
Para que os sistemas logísticos empresariais sejam bem conduzidos e para que seja criada uma relação direta entre logística e o desempenho da organização, é necessário haver uma intervenção estratégica (Carvalho, 2002, p. 29). Assim, de maneira a ser implementada uma boa orientação logística numa empresa, são necessário três passos. Primeiro a empresa deve dispor de uma boa assessoria de pesquisa operacional, de maneira a ser feito um planeamento das operações, em segundo lugar, é muito importante que a empresa defina a sua função logística de modo a estabelecer controlo sobre os custos logísticos, isto é, é necessário haver uma boa gestão, nomeadamente, criando um sistema de informações, a fim de estabelecer estimativas de custos logísticos no seu total e nos seus elementos principais. Finalmente, a empresa precisa executar a sua orientação logística, fazendo uma análise conceptual dos sistemas que a constituem (Uelze, 1974, p. 63-64).

## Sistema de gestão de cadeia de suprimento (SCM)
O SCM é um tipo de sistema de informações para dar suporte ao segmento específico da cadeia de suprimentos, como na produção, controle de estoque , agendamento e transporte.Esse software se concentra no aprimoramento da tomada de decisões, otimização e análise. (TURBAN  et al, 2010)
Cadeia de suprimentos eletrônica
Quando uma cadeia de suprimento é gerenciada eletronicamente,normalmente com software baseado na web, ela é chamada cadeia de suprimentos eletrônicos. Melhorias nas cadeias de suprimentos frequentemente envolvem tentativas de converter uma cadeia de suprimentos tradicional em uma cadeia de suprimentos eletrônica, especialmente para automatizar o fluxo de informações na cadeia.(TURBAN et al, 2010)
Na gestão da cadeia de suprimentos é necessário coordenar todos os fluxos entre todas as partes envolvidas na cadeia.
1.Fluxos de materiais. São todos os produtos físicos , matérias primas , suprimentos e etc, que fluem ao longo da cadeia.
2.Fluxos de informações. Incluem todos os dados relacionados a demanda , remessas , pedidos , devoluções , agendas e alterações nos dados.
3.Fluxos financeiros. São todas as transferências de dinheiro , pagamentos , informações e autorização de cartão de crédito, agendas de pagamento, pagamentos eletrônicos , antecipação de recebíveis [supply chain financing] e dados relacionados a crédito.